# Дамијета (гувернорат)
Дамијета је један од 27 гувернората Египта. Заузима површину од 589 km². Према попису становништва из 2006. у гувернорату је живело 1.092.316 становника. Главни град је Дамијета.

## Становништво
| 2006.     | 2012. (процена) |
| --------- | --------------- |
| 1.092.316 | 1.240.000       |